# Вулиця Благовісна (Черкаси)
Вулиця Благові́сна — одна з вулиць у місті Черкасах, яка є однією з транзитних транспортних артерій в напрямку Чигирин-Канів.

## Розташування
Починається від вулиці Степана Бандери на півночі, де продовжується як вулиця Лісова Просіка. Простягається на 6,7 км на південний схід до вулиці Сінної, де продовжується як вулиця Чигиринська. 1967 року було приєднано провулок Шкільний та провулок Кармолюка

## Опис
Вулиця є однією з найдовших в місті. Спочатку рух по ній був двосторонній, але із збільшенням навантаження автопотоку вирішено було зробити її односторонньою. Так, по ній транспорт рухається з боку Чигирина, а по паралельній вулиці Надпільній — навпаки з боку Канева. Після реконструкції від вулиць Чигиринської до Чорновола має дві смуги руху, далі розширюється до трьох, періодично на певних перехрестях розширюється до більшої кількості смуг.

## Походження назви
Вперше вулиця згадується 1879 року і називалась тоді Бульварною. З 1923 року назва була змінена на честь Жовтневої революції. В роки німецької окупації в 1941—1943 роках називалась вулицею Кропивницького. Потім їй було повернено довоєнну назву. З 1967 року використовувався спрощений варіант — вулиця Жовтнева. 1997 року їй надано сучасну назву, через розташування на ній 3 православних та 1 протестантського храмів.

## Будівлі
По вулиці розташовуються завод «Фотоприлад», Сіті-Центр, Центральний ринок, СІЗО, закрита валяльна фабрика (колишній чоловічий монастир), Храм Різдва Пресвятої Богородиці, пивзавод «Черкаське пиво», Черкаський фізико-математичний ліцей (ФІМЛІ).

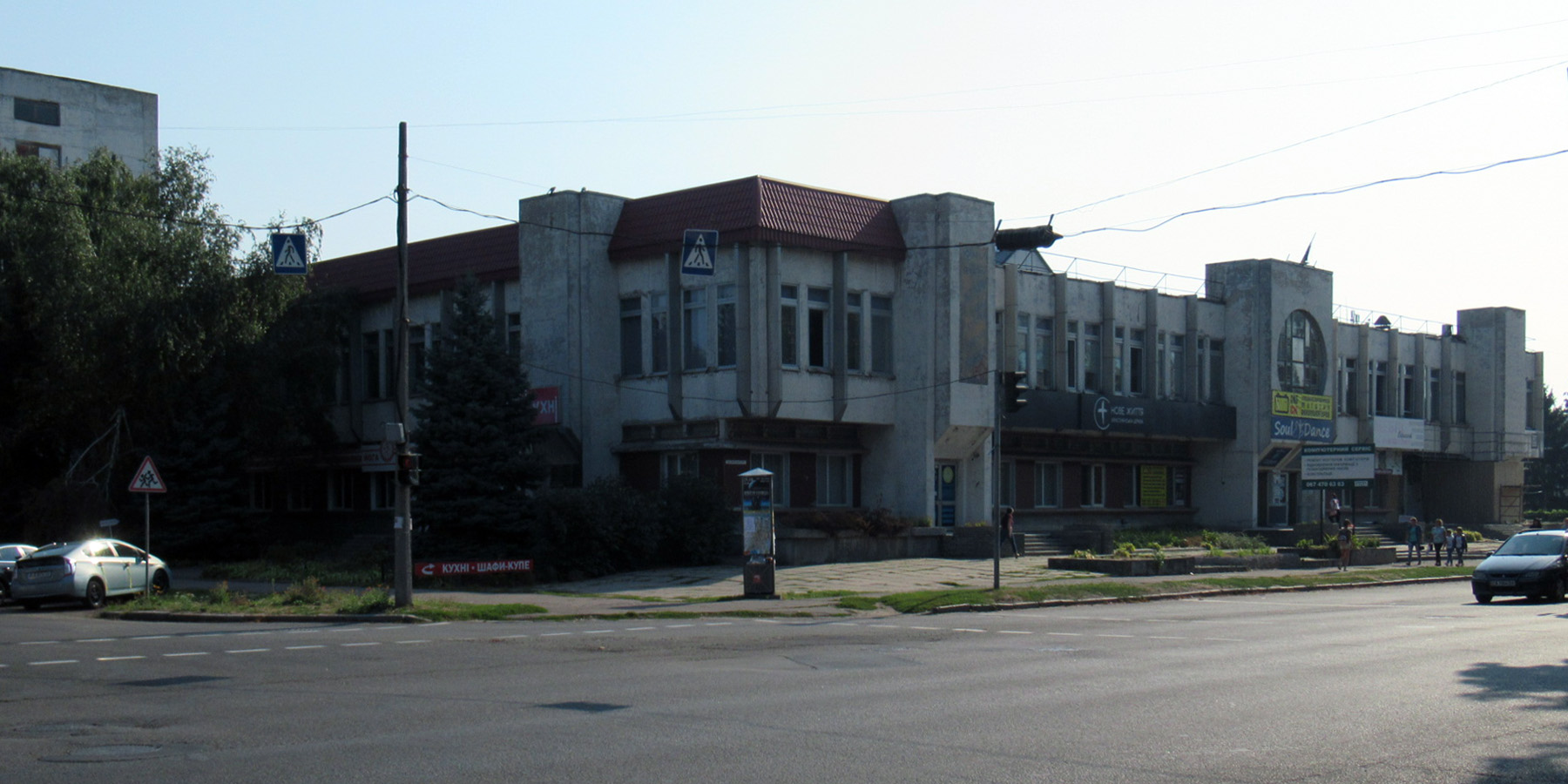
колишня їдальня заводу «Фотоприлад» на розі з вул. Вишневецького
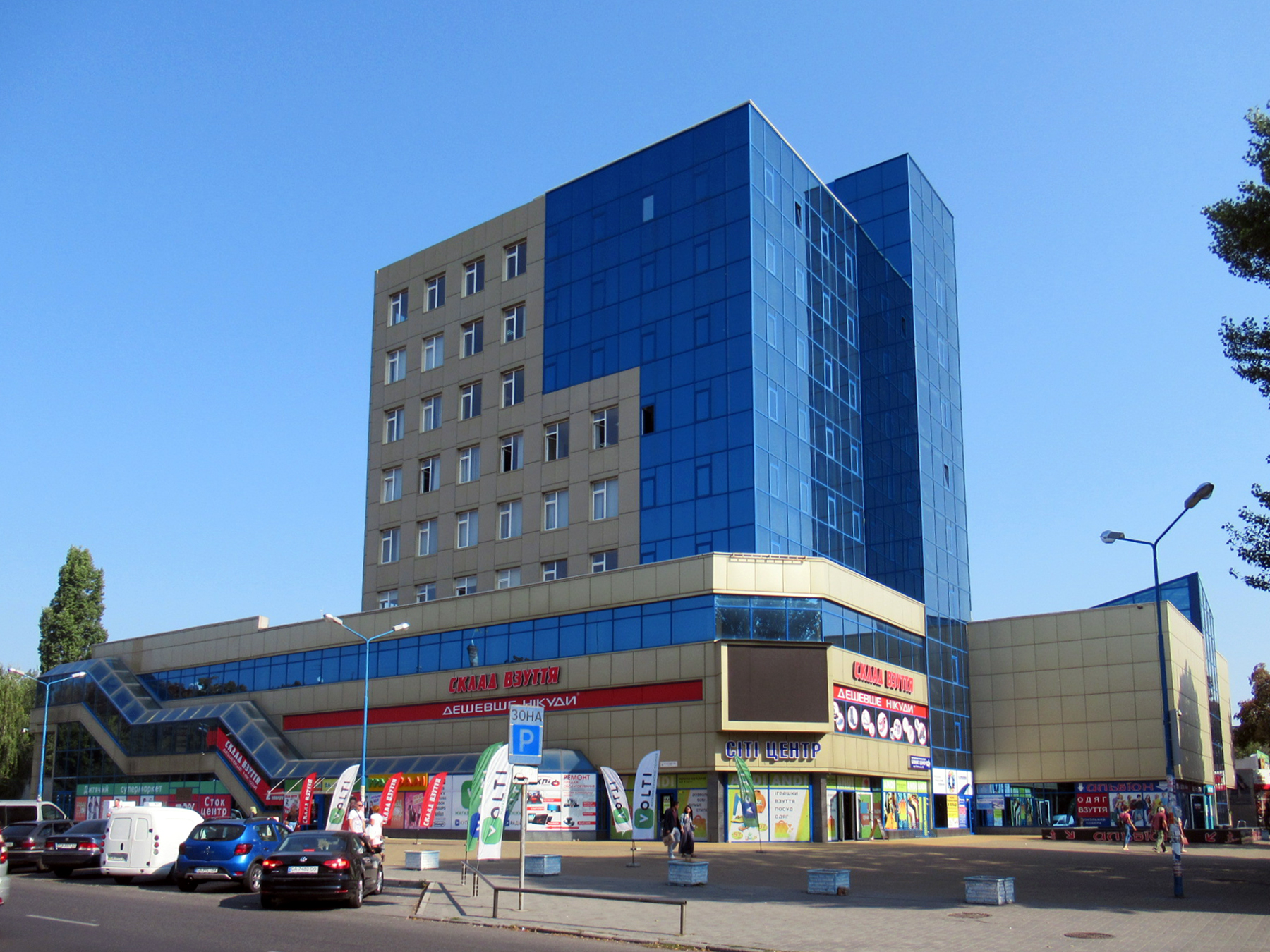
ТРЦ «Сіті-Центр» на розі з вул. Смілянською
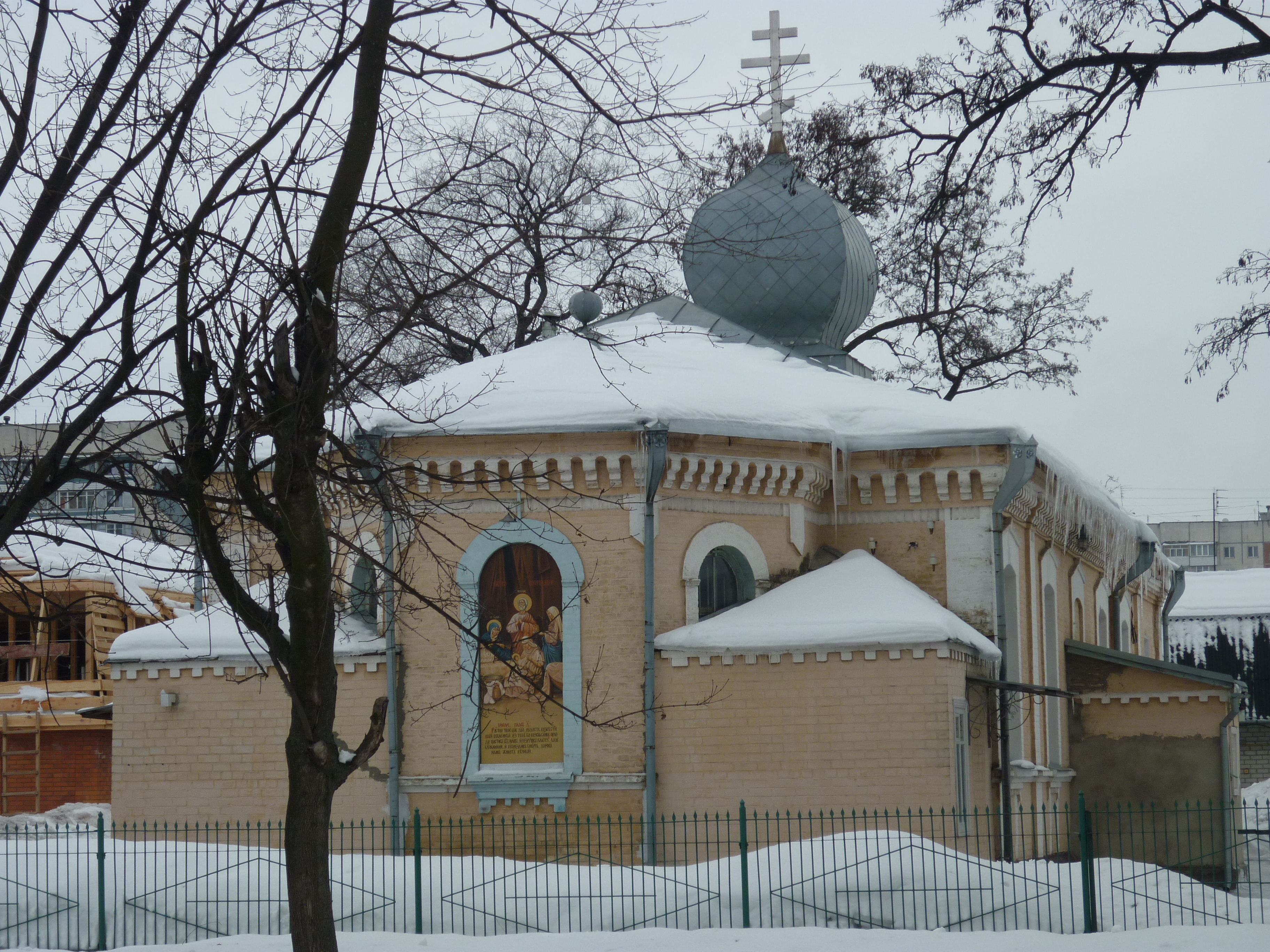
№ 374 — Церква Пресвятої Богородиці
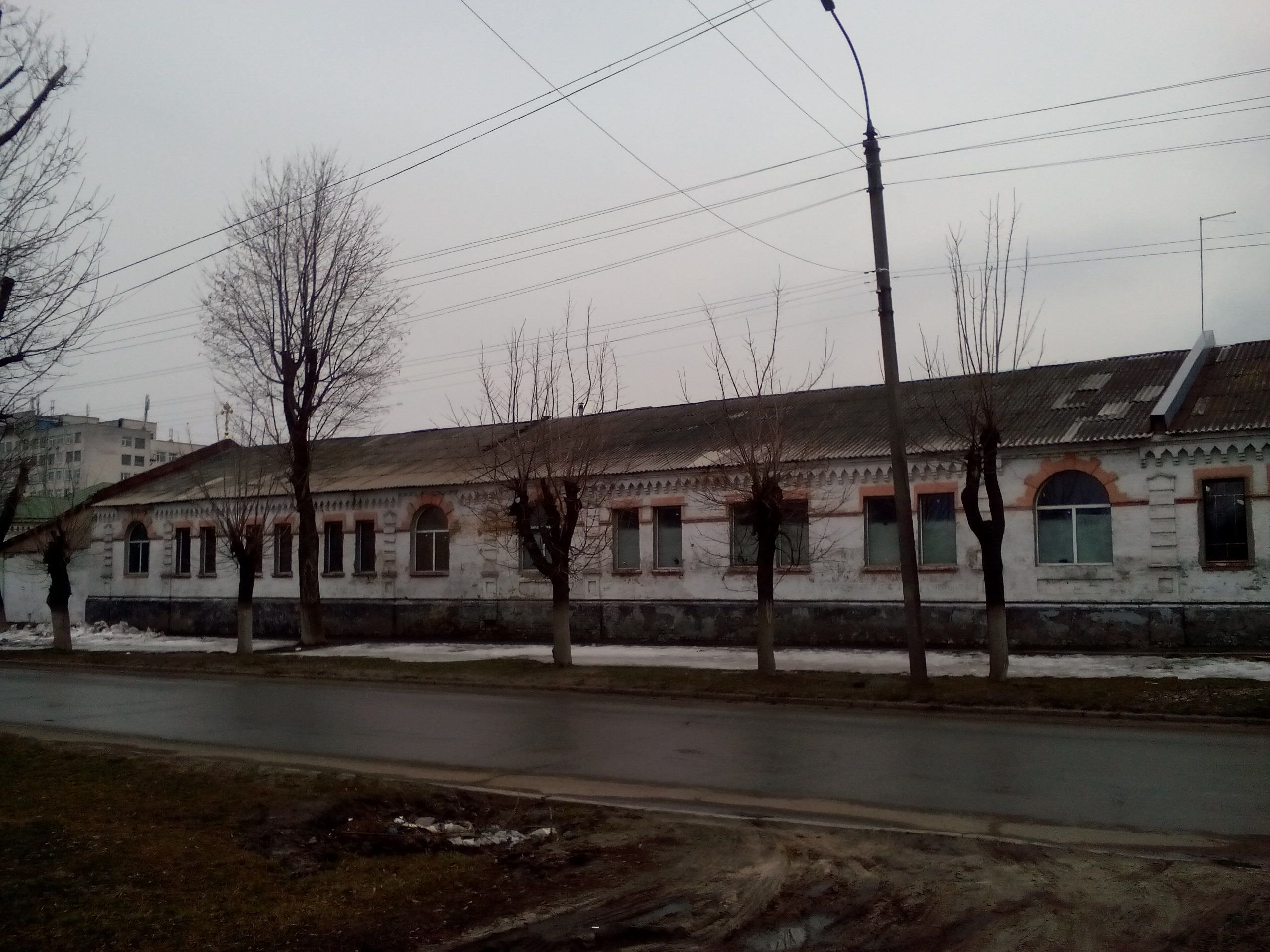
Колишній чоловічий монастир
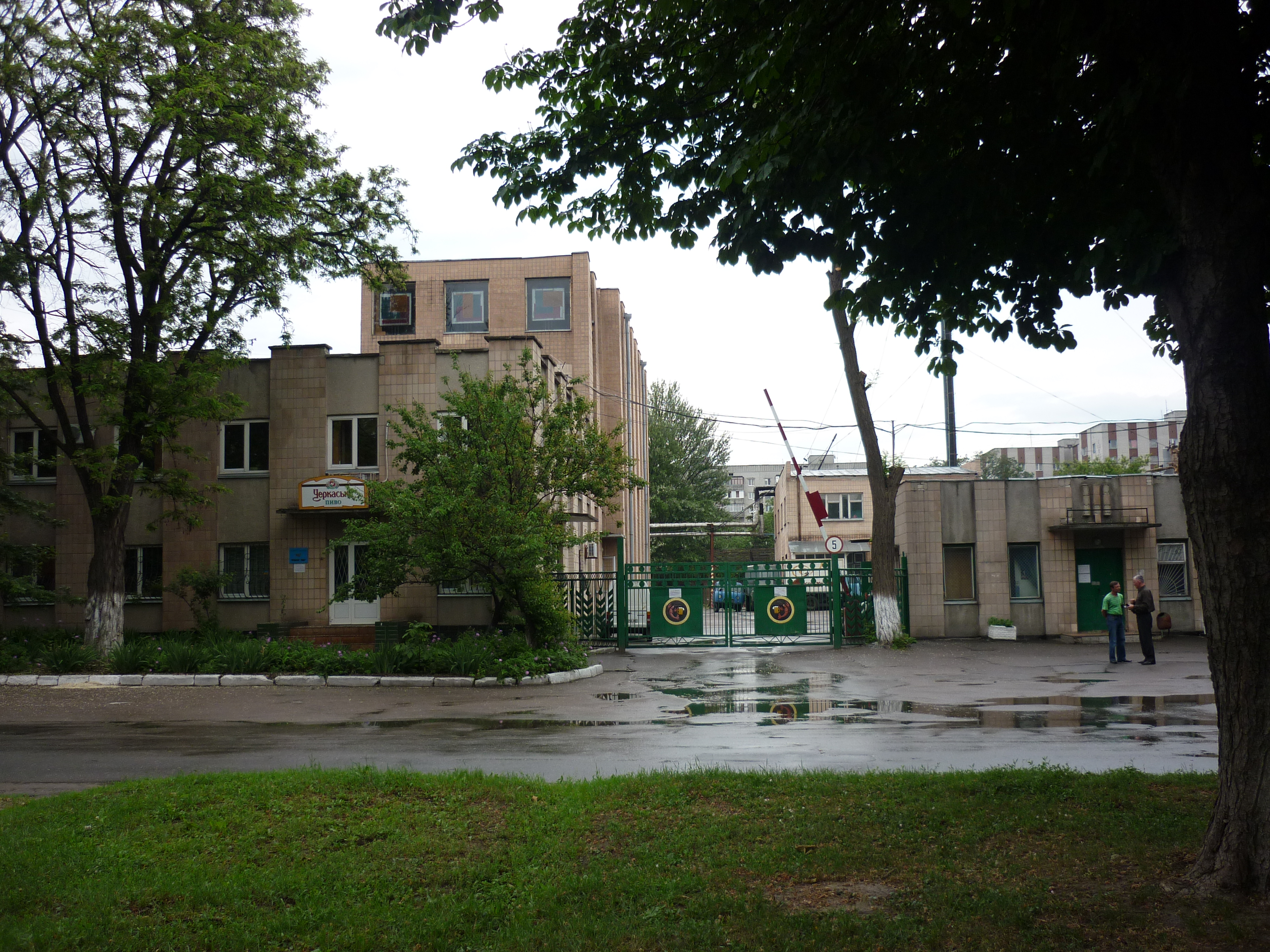
№ 436 — АТ «Черкаське пиво»